# Абдеррахим, Муни
Муни Абдеррахим (араб. موني عبد الرحيم‎; род. 19 ноября 1985, Беджая, Алжир) — алжирская волейболистка, доигровщица. Участница двух летних Олимпийских игр, чемпионка Африки 2009 года.

## Спортивная биография
В 2008 году Муни Абдеррахим дебютировала на летних Олимпийских играх в Пекине. В столице Китая алжирская сборная ничего не смогла противопоставить соперницам по групповому этапу. В пяти матчах алжирские волейболистки не одержали ни одной победы и победив всего в одном сете. Абдеррахим провела все пять матчей, а лучший результат Муни показала в поединке против сборной Казахстана, набрав за матч 15 очков.
На летних Олимпийских играх 2012 года в Лондоне алжирская сборная с Муни в составе вновь не смогла одержать ни одной победы, набрав своё единственное очко, уступив в пяти партиях сборной Великобритании. Муни провела на площадке все пять матчей, набирая в среднем три очка за матч.
Трижды Муни становилась серебряной медалисткой чемпионата Африки, а в 2009 году сборная Алжира с Абдеррахим в составе смогла завоевать золото континентального первенства.